# Tetragnatha puella
Tetragnatha puella este o specie de păianjeni din genul Tetragnatha, familia Tetragnathidae, descrisă de Thorell, 1895. Conform Catalogue of Life specia Tetragnatha puella nu are subspecii cunoscute.